# Ladies Tour of Estonia
La Volta a Estònia femenina és una competició ciclista estoniana femenina d'un dia que es disputa Estònia. La cursa forma part del calendari internacional de l'UCI amb una classificació UCI 1.2. La primera edició va ser l'any 2022 i la va guanyar la polonesa Agnieszka Skalniak-Sójka.

## Palmarès
| Any  | Vencedor                 | Segon                 | Tercer                |
| ---- | ------------------------ | --------------------- | --------------------- |
| 2022 | Agnieszka Skalniak-Sójka | Kristel Sandra Soonik | Karolina Karasiewicz  |
| 2023 | Olga Shekel              | Kathrin Schweinberger | Kristel Sandra Soonik |
| 2024 | Eline Van Rooijen        | Olivija Baleisyte     | Laura Lizette Sander  |
| 2025 |                          |                       |                       |